# بيتر هيمينغ
بيتر هيمينغ (بالفنلندية: Petter Hemming)‏ (17 فبراير 1999 - ) هو لاعب كرة قدم فنلندي في مركز الدفاع. لعب مع نادي ماريهامن.

## وصلات خارجية
- بيتر هيمينغ على موقع قاعدة بيانات كرة القدم.إي يو (الإنجليزية)
- بيتر هيمينغ على موقع Soccerway.com (الإنجليزية)